# Liste von Militärtheoretikern und Militärschriftstellern
Dies ist eine Liste von Militärtheoretikern und Militärschriftstellern. Die Liste ist weit gefasst. Sie gibt einen alphabetischen Überblick über wichtige Autoren auf dem Gebiet der Militärwissenschaft und Militärstrategie, dazu zählen militärische Denker, Militärtheoretiker, Militärautoren, Militärstrategen, Militärhistoriker, Memorabilia-Autoren und andere. Die Liste erhebt keinen Anspruch auf Aktualität oder Vollständigkeit. Angegeben werden verschiedene biographische Details, wichtige Schriften u. a.

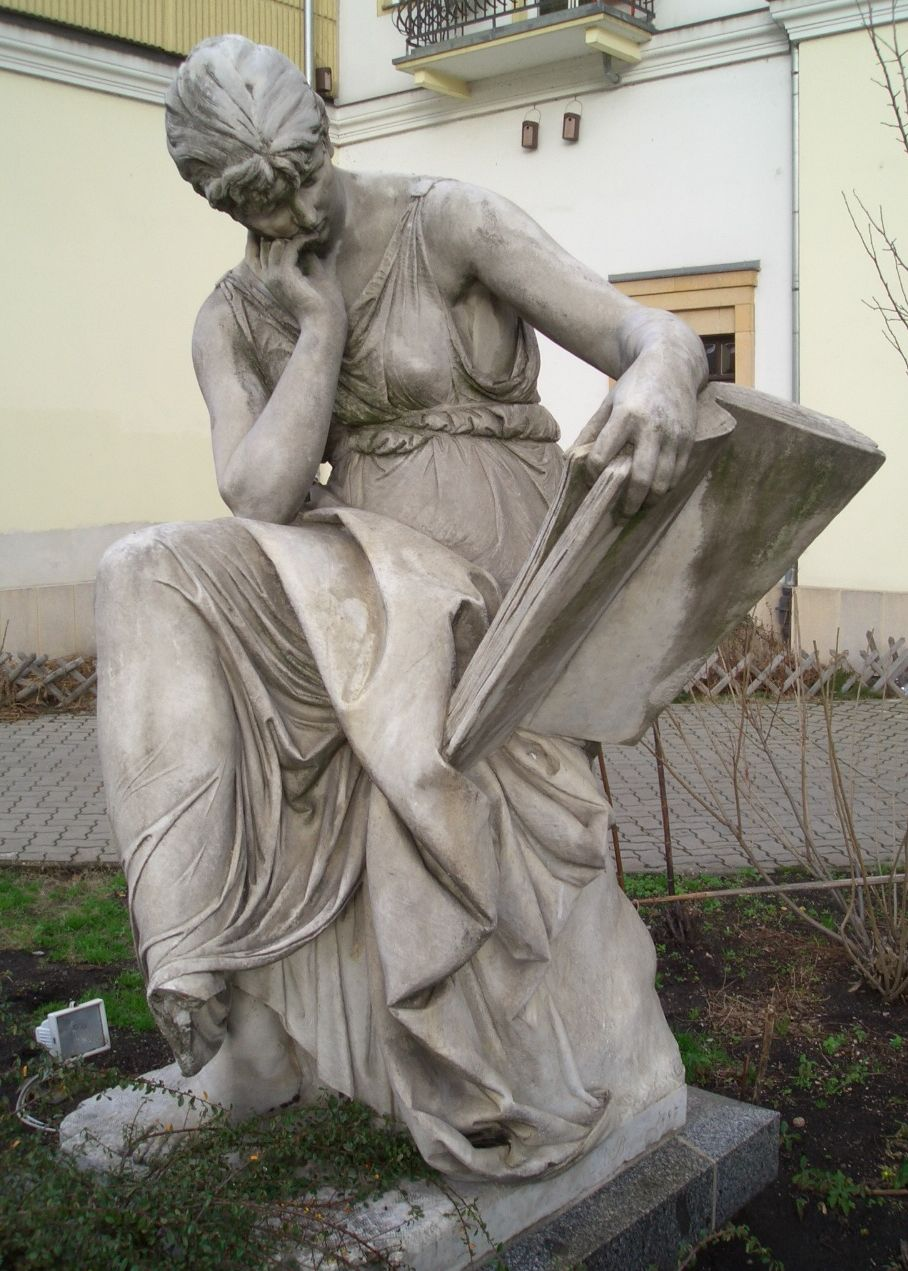
Reinhold Begas: Kriegswissenschaft, 1887, Marmor (Auftragswerk für die Ruhmeshalle)

Berühmte Werke sind beispielsweise Die Kunst des Krieges von Sunzi (Sun Wu), Vom Kriege von Carl von Clausewitz oder Der Partisanenkrieg (La guerra de guerrillas) von Ernesto Che Guevara.

## Übersicht

### A
- Youssef H. Aboul-Enein (* 1970), US-amerikanischer Militär und Militärschriftsteller[1]
- Aelianus Tacticus (1. – 2. Jhd.), griechischer Militärschriftsteller, Tactica
- Aniceto Afonso (* 1942), portugiesischer Militärhistoriker, Guerra Colonial (mit Carlos de Matos Gomes)
- Agathias (6. Jhd.), oströmischer Historiker, schrieb über die Kriege Justinians
- Aineas der Taktiker (Aeneas Tacticus, erste Hälfte des 4. Jhds. v. Chr.), griechischer Stratege und Militärschriftsteller
- John R. Allen (* 1953), US-amerikanischer Militär; Future War and the Defence of Europe (Oxford 2021, mit Frederick B. Hodges und Julian Lindley-French)
- Ammianus Marcellinus (4. Jhd.), römischer Historiker
- Gerhard von Amyntor (1831–1910) (Dagobert von Gerhardt), Militär und Schriftsteller; Der Antagonismus Frankreichs und Englands vom politisch-militairischen Standpunkte und die Wahrscheinlichkeit einer französischen Truppenlandung auf der englischen Südküste (1860)
- John Antal (* 1955), US-amerikanischer Autor und Veteran der US Army, Beiträge in Militäranthologien wie Maneuver Warfare, Digital War und By Their Deeds Alone
- Appian, römischer Geschichtsschreiber, schrieb über die römischen Bürgerkriege
- Arkolay (d. i. Johann Woldemar Streubel) (1827–1873 Irrenanstalt Illenau), sächsischer Militärschriftsteller
- John Arquilla (* 1954), US-amerikanischer Politologe (Professor and Chair at the Department of Defense Analysis)
- Arrian (um 85/90 – nach 145/46), Alexanderzug über die Feldzüge Alexanders des Großen
- Mariano d'Ayala (1808–1877), italienischer Militär, Politiker und Schriftsteller
- Hyacinthe Aube (1826–1890), französischer Admiral und Marineminister, Mitbegründer der Jeune École

### B
- Bardet de Villeneuve (18. Jhd.), Militärschriftsteller und -theoretiker: Cours de la science militaire à l'usage de l'infanterie, de la cavalerie, de l'artillerie, du génie et de la marine
- Étienne Alexandre Bardin (1774–1841), französischer General, Verfasser eines Manuel d’infanterie [2]
- Muhammad Ahmad Bashmil[3]: The Great Battle of Badr
- Jacques Baud (* 1955), Mitglied des schweizerischen strategischen Nachrichtendienstes, Sicherheitsexperte, Osteuropa-Spezialist
- Floribert Baudet (* 1971), niederländischer Militärhistoriker
- Wolf Stefan Traugott Graf von Baudissin (1907–1993), deutscher Generalleutnant, Militärtheoretiker und Friedensforscher
- Alberto Bayo (1892–1967), lateinamerikanischer Revolutionär, Autor von 150 preguntas a un guerrillero (150 Fragen an einen Guerillakämpfer), eines Handbuchs zur Guerillakriegsführung
- André Beaufre (1902–1975): An Introduction to Strategy; Strategy of Deterrence; Strategy of Action
- Heinrich Beitzke (1798–1867), Militärschriftsteller
- Albert Benary (1881–1963), Offizier und Militärschriftsteller
- Georg Heinrich von Berenhorst (1733–1814), Militärschriftsteller
- Karl Gustav von Berneck, Pseudonym: Bernd von Guseck (1805–1871) Novellist und Militärschriftsteller
- Friedrich von Bernhardi (1849–1930), preußischer General der Kavallerie und Militärhistoriker; Deutschland und der Nächste Krieg
- Eugen Bircher (1882–1956), Schweizer Offizier, Militärschriftsteller und Politiker
- Friedrich Wilhelm Graf von Bismarck (1783–1860), württembergischer Generalleutnant, Diplomat, Militärschriftsteller, nach dem Regierungsantritt Wilhelms I. mit der Neuorganisation der berittenen Streitkräfte betraut, seit 1820 ernanntes lebenslängliches Mitglied der Kammer der Standesherren des württembergischen Landtags
- Geoffrey Blainey (* 1930), australischer Historiker: The Causes of War (1973)
- Daniel P. Bolger (* 1957), US-amerikanischer Militär und Militärhistoriker
- Wiktor Nikolajewitsch Bondarew (* 1959), russischer Generaloberst, war von August 2015 bis September 2017 Oberkommandierender der Luft- und Weltraumkräfte; Грозное небо. Авиация в современных конфликтах / Thunder Sky: Aviation in Modern Conflicts (Hrsg.)
- Honorat Bovet (14. Jhd.) (zugeschrieben): L'Arbre des batailles [4]
- John Boyd (1927–1997), Militärstratege, Erfinder des OODA-Loop oder Entscheidungszyklus
- Horst-Heinrich Brauß (* 1953), deutscher Militär
- Gary Brecher (* 1955), Autor von War Nerd (Warriors of War)
- Antony Brett-James (1920–1984), britischer Militärhistoriker
- Henri Alexis Brialmont (1821–1903), belgischer General und Militärschriftsteller
- Bernard Brodie (1910–1978): War and Politics (1973); Strategy in the missile age (1959).
- Thomas Robert Bugeaud de la Piconnerie (1784–1849), Marschall von Frankreich, maßgeblich für die Eroberung Algeriens verantwortlich: La guerre des rues et des maisons
- Adam Heinrich Dietrich von Bülow (1757–1807), Militärschriftsteller
- Valentin Busuioc (* 1965), rumänischer Dichter und Dramatiker

### C
- António de Oliveira de Cadornega (1623–1690), portugiesischer Militär und Historiker, der in Angola lebte, História geral das guerras angolanas (Allgemeine Geschichte der angolanischen Kriege)
- Gaius Iulius Caesar (100–44 v. Chr.), Autor von Gallischer Krieg (De bello Gallico) und Alexandrinischer Krieg
- Henri-Pierre Cathala, Spionageabwehrarbeiter, Autor von Le temps de la désinformation (Das Desinformationszeitalter)
- Chanakya (um 350–um 283 v. Chr.), Minister und engster Berater des ersten Kaisers des Maurya-Reiches Chandragupta Maurya, das politische Lehrbuch Arthashastra wird ihm zugeschrieben
- J. B. A. Charras (1810–1865), Oberstlieutenant, französischer Offizier und Militärschriftsteller, lebte nach dem Staatsstreich geächtet seit 1851 in Brüssel, starb in Basel

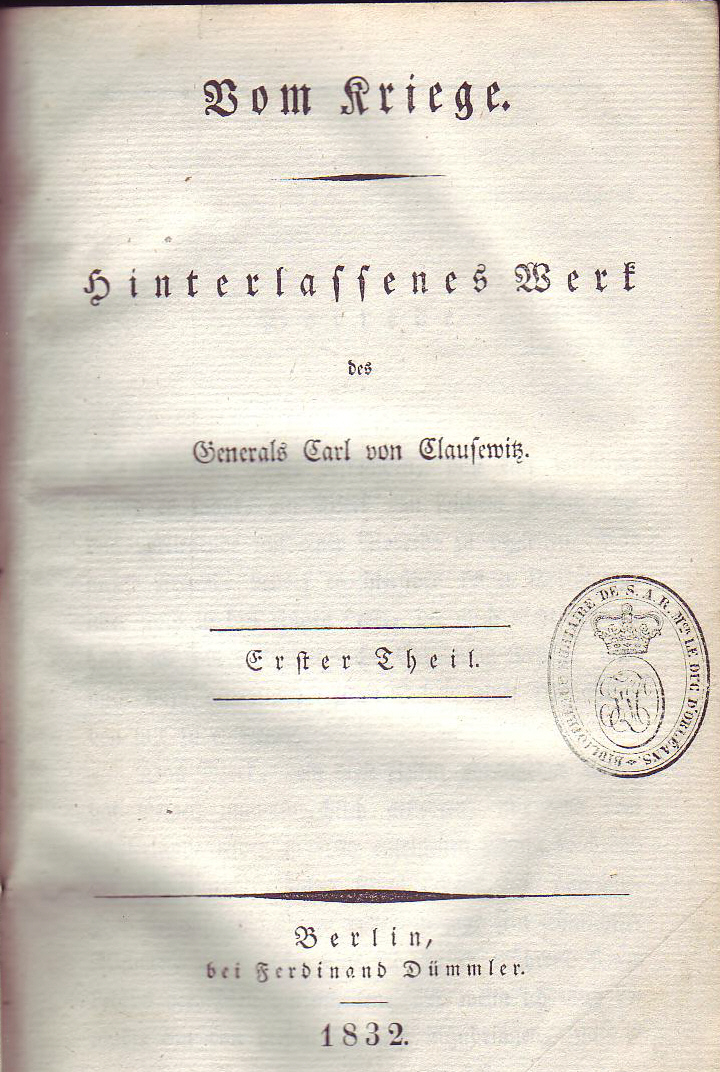
Carl von Clausewitz: Vom Kriege (Berlin 1832)

- Carl von Clausewitz (1780–1831), preußischer General und Militärtheoretiker; Vom Kriege
- Julian Corbett (1854–1922), britischer Marinehistoriker und Stratege; Some principles in naval strategy (1911)
- Antonio Cornazzano (1429–1484), Cornazano de re militari [5]
- Martin van Creveld (* 1946), Theoretiker einer neuen Militärwissenschaft (Guerilla und Terrorismus)
- José Raimundo da Cunha Matos (1776–1839), brasilianischer Militärhistoriker, Gründungsmitglied des Brasilianischen Historischen und Geographischen Instituts

### D
- Gustav Däniker (1896–1947), Schweizer Generalstabsoffizier und Militärschriftsteller
- Gustav Däniker jun. (1928–2000), Schweizer Divisionär und Militärpublizist
- Denis Wassiljewitsch Dawydow (1784–1839), russischer Offizier, Schriftsteller und Dichter, Verfasser einer Theorie des Partisanenkrieges (1821)
- Hans Delbrück (1848–1929), deutscher Historiker und Politiker; Geschichte der Kriegskunst im Rahmen der politischen Geschichte
- Isidor Didion (1798–1878), französischer General, Verfasser klassischer Schriften zur Ballistik
- Wilhelm Dilich (1571–1650), auch Militärschriftsteller
- Dionysios von Halikarnassos (gest. nach 7 v. Chr.), Verfasser der Römischen Altertümer
- Maximilian von Ditfurth (1806–1861), kurhessischer Offizier und Militärhistoriker
- Chris Donnelly (* 1946), in der NATO wirkender britischer Militärwissenschaftler und Geheimdienstoffizier, Autor von Red Banner. Soviet Military System in Peace and War 1989
- Giulio Douhet (1869–1930), italienischer General und Theoretiker des Luftkriegs; Abhandlung Luftherrschaft („Il Dominio dell'Aria“).
- Michail Dragomirow (1830–1905), der berühmteste Militärtheoretiker in Russland
- Nikolai Fjodorowitsch Dubrowin (1837–1904), russischer Historiker, Akademiker und Generalleutnant: Geschichte des Krieges und der Herrschaft der Russen im Kaukasus (6 Bde., St. Petersburg 1871–1888) u. a.
- Guillaume Henri Dufour (1787–1875), General: Cours de Tactique (Paris, 1851)
- Pierre Dupont de l’Étang (1765–1840), französischer General zur Zeit der französischen Revolution, unter Napoleon und dem restaurierten Königtum, L'Art de la guerre, poème en dix chants. Paris, Firmin Didot Frères, 1838[6]
- Louis Durat-Lasalle (capitaine (1813–1848), Daten unbekannt) französischer Militärschriftsteller, Autor von Code de l'Officier

### E
- Edward Mead Earle (1894–1954): Makers of Modern Strategy: Military Thought from Machiavelli to Hitler, ed. (1943)[7]
- Henry E. Eccles (1898–1986): Military Concepts and Philosophy (1965)
- Tom Engelhardt (* 1944), US-amerikanischer Kritiker der US-amerikanischen Sicherheits- und Militärpolitik
- Waldemar Erfurth (1879–1971), deutscher Militärhistoriker, -stratege und Offizier in drei deutschen Armeen; Die Überraschung im Kriege (1938)
- Ludwig von Eimannsberger (1878–1945), österreichischer General; Der Kampfwagenkrieg (München 1934)
- Ernst von Eisenhart-Rothe (1862–1947), deutscher General der Infanterie im Ersten Weltkrieg Oberquartiermeister, 1917–1918 Generalintendant des Feldheeres, Generalleutnant, Militärschriftsteller
- Alonso de Ercilla y Zúñiga (1533–1594), Autor von La Araucana
- Bernardino de Escalante (ca. 1537– nach 1605), spanischer Militärtheoretiker, Diálogos del arte militar (Sevilla, 1583)
- Eutropius (4. Jhd.), römischer Geschichtsschreiber, Breviarium ab urbe condita

### F
- Georg Rudolph Fäsch (1710–1787), sächsischer Militär und Kriegshistoriker
- Erich von Falkenhayn (1861–1922), General
- Ildefonse Favé (1812–1894), Militärschriftsteller, ehemaliger Adjutant Kaiser Napoleons III. und späterer Brigadegeneral
- Hans von Felgenhauer (1863–1946), kgl. preußischer Generalmajor, Militärschriftsteller und Dichter
- David M. Finkelstein, US-amerikanischer Historiker, Spezialgebiet China (uscc.gov)

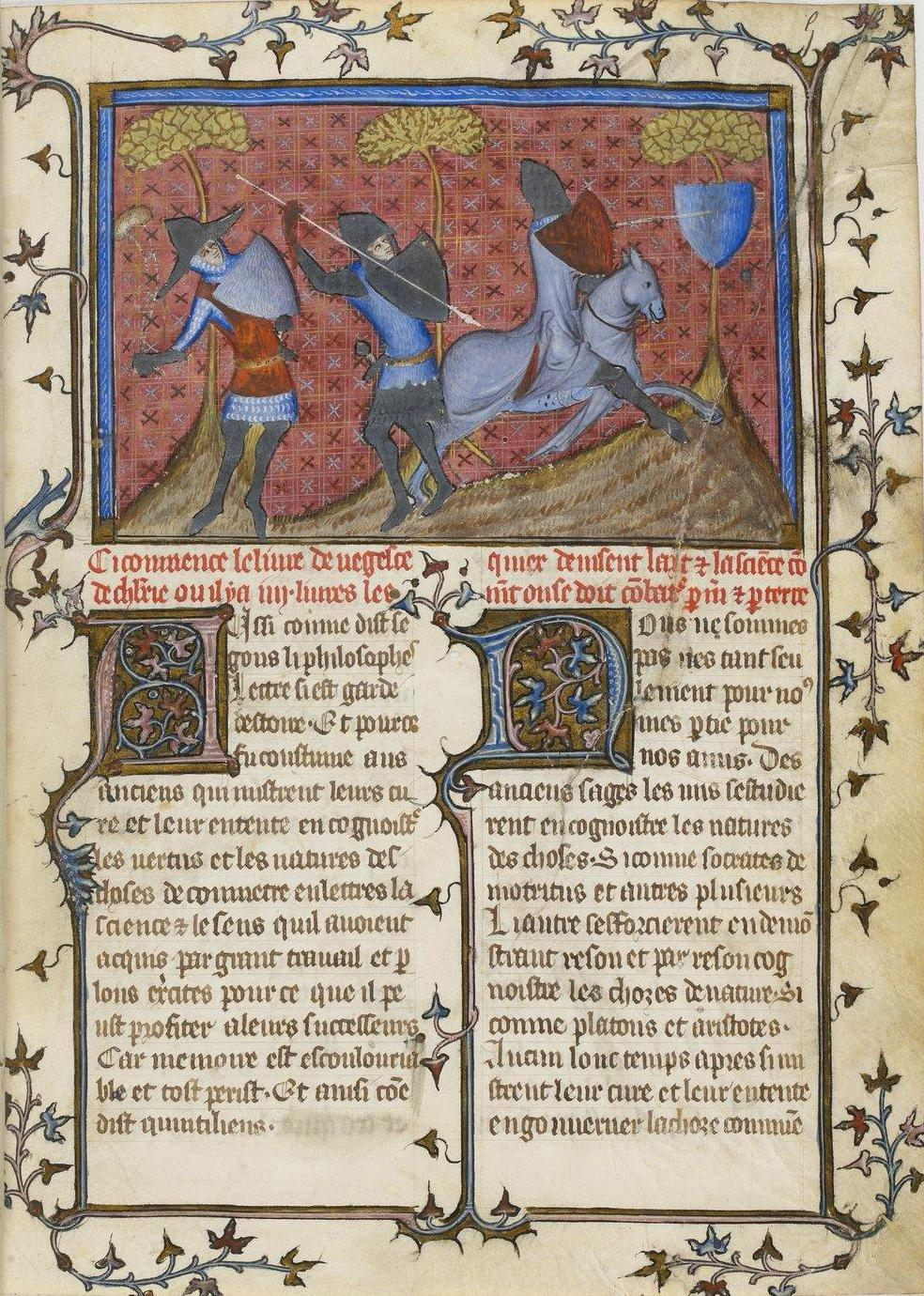
Seite aus einer französischen Übersetzung von Epitoma rei militaris aus dem 14. Jahrhundert

- Flavius Vegetius Renatus (ausgehendes 4. Jhd.), Kriegstheoretiker und Verfasser eines Hauptwerkes der antiken Kriegskunde: Epitoma rei militaris
- Florus, römischer Geschichtsschreiber, Verfasser einer kurzen Geschichte Roms
- Ferdinand Foch (1851–1929): Les principes de la guerre („Die Prinzipien des Krieges“, 1903)
- Jean-Charles Chevalier de Folard (1669–1752), französischer Offizier u. Militärtheoretiker, verfasste u. a. Commentaires sur l'Histoire de Polybe (Amsterdam 1735, 7 Bde.)
- Theodor Fontane (1819–1898), auch Militärschriftsteller
- Hans Frank (1939–2019), deutscher Vizeadmiral, Präsident der Bundesakademie für Sicherheitspolitik, Militärautor
- Hugo von Freytag-Loringhoven (1855–1924), preußischer General der Infanterie und Militärschriftsteller; Die Macht der Persönlichkeit im Kriege. Studien nach Clausewitz (1905)
- Friedrich II. von Preußen (1712–1786), Militärtheoretiker
- Leonhart Fronsperger (1520–1575): Von Kayserlichem Kriegßrechten. Der bedeutendste deutsche Militärschriftsteller des 16. Jahrhunderts behandelt in seinen Schriften das Kriegswesen seiner Zeit.
- Sextus Iulius Frontinus (≈35–103), Autor von Strategemata
- Michail Wassiljewitsch Frunse (1885–1925), sowjetischer Heerführer während des Russischen Bürgerkrieges
- J. F. C. Fuller (1878–1966), Theoretiker des Panzerkriegs

### G
- Joseph Gallieni (1849–1916), französischer General, Gouverneur von Madagaskar und Kriegsminister: La pacification de Madagascar
- Karl Galster (1851–1931), deutscher Vizeadmiral, Kritiker des Tirpitz‘schen Flottenbaus
- Daniele Ganser (* 1972), Schweizer Historiker und Publizist, Publikationen über NATO-Geheimarmeen in Europa und Militäraktionen von NATO-Staaten
- Machmut Achmetowitsch Garejew (1923–2019), If War Comes Tomorrow? The Contours of Future Armed Conflict
- Azar Gat (* 1959), israelischer Militärhistoriker und -theoretiker
- Charles de Gaulle (1890–1970), französischer General und Staatsmann (La France et son armée. 1938 - Theorie vom Panzerkrieg)
- Robert Ginsberg (* 1937): The Critique of War: Contemporary Philosophical Explorations (1969), Hrsg.
- Colmar Freiherr von der Goltz (1843–1916), General des 19. Jahrhunderts und Theoretiker der Kriegskunst
- Sergei Georgijewitsch Gorschkow (1910–1988), sowjetischer Flottenadmiral und Seestratege
- Lester W. Grau, US-amerikanischer Militärhistoriker, The Bear Went over the Mountain: Soviet Combat Tactics in Afghanistan (1996)
- Samuel B. Griffith (1906–1983), US-amerikanischer Brigadegeneral des Marine Corps und Militärhistoriker
- Georg Dietrich von der Groeben (1725–1794), preußischer Generalleutnant und Militärschriftsteller, Krieges-Bibliothek oder gesammlete Beyträge zur Krieges-Wissenschaft und die Fortsetzung Neue Kriegsbibliothek
- Erich Gröner (1901–1965), deutscher Marineautor, Verfasser mehrerer Standardwerke über die deutschen Kriegsschiffe seit 1815
- Otto Groos (1882–1970), deutscher Admiral, Autor und Dozent zu Themen des Seekriegs
- Heinz Guderian (1888–1954), deutscher General, Vollstrecker des Blitzkriegs, Autor von Achtung – Panzer!
- Bruce I. Gudmundsson, dänisch-US-amerikanischer Militärhistoriker
- Ernesto Che Guevara (1928–1967), argentinischer Revolutionär, dessen Tagebuch die Kämpfe in Bolivien schildert (Bolivianisches Tagebuch)
- Jacques Antoine Hippolyte Guibert (1743–1790), General und Militärschriftsteller
- Karl Theophil Guichard (1724–1775), preußischer Offizier und Militärschriftsteller, Vertrauter Friedrichs des Großen
- Guo Rugui 郭汝瑰 (1907–1997): Chinesische Militärgeschichte 中国军事史, 1980er Jahre (Hrsg.)

### H
- Robert Habermaas (Asperg-Hohenasperg 1856 – Stuttgart 1921), Generalmajor und Militärschriftsteller
- Morton Halperin (* 1938): Contemporary Military Strategy (1967)
- Muhammad Hamidullah (1908–2002): The Battlefields of Prophet Muhammad. Woking, England, 1953.
- Herodian (gest. um 250), Verfasser der Geschichte des Kaisertums nach Mark Aurel
- Herodot (gest. um 430/20 v. Chr.), antiker griechischer Geschichtsschreiber, Verfasser der Historien
- Hellmuth Heye (1895–1970), deutscher Vizeadmiral, Wehrbeauftragter des Deutschen Bundestages und Militärschriftsteller
- Franz Hinterstoisser (1863–1933), österreichischer Luftschiffer und Militärschriftsteller
- Jaromir Hirtenfeld, ursprünglich Csikos (1816–1872), österreich-ungarischer Militärschriftsteller, Eigentümer und leitender Redakteur der Militär-Zeitung
- Hồ Chí Minh (1890–1969), vietnamesischer Revolutionär und kommunistischer Politiker (Der bewaffnete Aufstand u. a.)
- Frederick Benjamin „Ben“ Hodges (* 1958), US-amerikanischer Militär (Center for European Policy Analysis)
- Franz Conrad von Hötzendorf (1852–1925), zu Beginn des Ersten Weltkriegs 1914 Chef des Generalstabes für die gesamte bewaffnete Macht Österreich-Ungarns, seit 1916 Feldmarschall
- Kraft zu Hohenlohe-Ingelfingen (1827–1892), Prinz, General der Artillerie sowie Militärschriftsteller, Pour le Mérite; Strategische Briefe
- Albert von Holleben (1835–1906), preußischer General der Infanterie und Militärschriftsteller, 1893 zum Gouverneur von Mainz ernannt
- Albert Hopman (1865–1942), deutscher Vizeadmiral und Militärschriftsteller
- Abel Hugo (1798–1855), France militaire: histoire des armées françaises de terre et de mer de 1792 à 1837. 1838 (5 Bände)

### I
- Virgilio Ilari (* 1948), italienischer Historiker und Stratege
- Friedrich Immanuel (1857–1939), deutscher Oberst, Militärschriftsteller, Reichskriegerbund Kyffhäuser
- Georgi Samoilowitsch Isserson (russisch Георгий Самойлович Иссерсон) (1898–1976), sowjetischer General; The Evolution of Operational Art, Combat Studies Institute Press, Fort Leavenworth (Kansas), 2013

### J
- Max Jähns (1837–1900), preußischer Offizier und Militärschriftsteller
- Rudolf August von Janson (1844–1917), preußischer Offizier, General der Infanterie und Militärschriftsteller
- Johann der Mittlere von Nassau-Siegen (1561–1623), Militärkarriere, Verteidigungsbuch für die Grafschaft Nassau
- Michael Johns (* 1964), Schriftsteller, Außenpolitik und Sicherheitsexperte
- Antoine-Henri Jomini (1779–1869), Baron, Schweizer Offizier und Militärtheoretiker, hat Bücher über die Napoleonischen Kriege geschrieben, darunter Précis de l’Art de la Guerre (Abriss der Kriegskunst) und Traité des grandes opérations militaires (Abhandlung über große militärische Operationen)
- Wolfgang Jung (1938–2024), deutscher Friedensaktivist, Publikationen zu via Ramstein Air Base gesteuerten Drohnenangriffen (www.luftpost-kl.de)
- Justinus (Justin), römischer Geschichtsschreiber

### K
- Kimberly Ellen Kagan (* 1972), US-amerikanische Militärhistorikerin, leitet das Institute for the Study of War
- Erzherzog Karl (1771–1847), österreichischer Feldherr und Verfasser militärischer Schriften
- Nikolai Wassiljewitsch von Kaulbars, Baron (1842–1905), General der russischen Armee und Militärschriftsteller
- Franz Georg Friedrich von Kausler (1794–1848): Napoleons Grundsätze, Ansichten und Äusserungen über Kriegskunst, Kriegsgeschichte und Kriegswesen. Aus seinen Werken und seiner Correspondenz dargestellt. Lpz., Baumgärtner 1827. Als Militärschriftsteller von Einfluss auf die Offiziersausbildung seiner Zeit. Zum Mitglied der königlich schwedischen Militärakademie in Stockholm ernannt.
- Hugo Kerchnawe (1872–1949), österreichischer General und Militärschriftsteller
- John Keegan (1934–2012), Militärhistoriker
- Henry Kissinger (1923–2023), Außenminister der Vereinigten Staaten, Atomkriegstheoretiker; Necessity for Choice
- Harald Kujat (* 1942), deutscher General (Europa bewahren u. a.)
- Konrad Kyeser (1366–nach 1405), Bellifortis

### L
- Lacuée, Comte de Cessac, Jean-Girard (1752–1841), französischer General, Kriegsminister und Gouverneur der École polytechnique
- Landry (14. Jhd.): Le chevalier de La Tour et le Guidon des guerres
- La Roche-Aymon (1772–1849), preußisch-französischer General
- Thomas Edward Lawrence (1888–1935), britischer Offizier, Archäologe, Geheimagent und Schriftsteller
- Guillaume Le Blond (1704–1781), Mathematiker und Militärtheoretiker, befasste sich auch mit Festungsbau.
- Wilhelm Ritter von Leeb (1876–1956), Die Abwehr (1938)
- Heinrich Antonowitsch Leer (1829–1904), russischer Militärwissenschaftler, General (Strategische Aufsätze; Positive Strategie oder kritisch-historische Analysis der Gesetze über die Kriegskunst; Hrsg. der russischen Enzyklopädie der Militär- und Marinewissenschaften)
- Leo VI. (866–912), byzantinischer Kaiser; Summarische Auseinandersetzung der Kriegskunst
- Robert R. Leonhard, Militärtheoretiker; The Art of Maneuver: Maneuver Warfare Theory and Airland Battle
- Hans Oskar von Lettow-Vorbeck (1839–1904): Leitfaden für den Unterricht in der Taktik an den Königlichen Kriegsschulen. Auf Befehl der General-Inspektion des Militär-Erziehungs- und Bildungs-Wesens ausgearbeitet von von Lettow-Vorbeck. (Berlin, 1888)
- Martin Lezius (auch Letzius, 1884–1941), deutscher Militärschriftsteller, Schriftleiter der Zeitschrift für Heereskunde der Deutschen Gesellschaft für Heereskunde
- Li Yuri bzw. Lee Yu-Ri 李浴日 (1908–1955), chinesischer Militärwissenschaftler und -schriftsteller (Zhongguo bingxue daxi, Hrsg.)
- B. H. Liddell Hart (1895–1970), Vertreter der Doktrin des indirekten Ansatzes, von Einfluss auf viele militärische Denker im 20. Jahrhundert; Strategy: The Indirect Approach
- Hermann von der Lieth-Thomsen (1867–1942), deutscher General und Luftkriegsexperte
- Johann Jakob Otto August Rühle von Lilienstern (1780–1847), preußischer Generalleutnant und Militärschriftsteller
- Lin Xunnan 林薰南 (1890–1982), chinesischer General und Militärschriftsteller, Hrsg. der Sammlung Bingxue luncong[8] (1943, zusammen mit Li Yuri (Lee Yu-ri))
- Julian Lindley-French (* 1958), britischer Militärhistoriker
- Justus Lipsius (1547–1606), flämischer Gelehrte, Schriften zum Militärwesen
- Liu Lumin 刘鲁民 (* 1920), ehemaliger stellvertretender Stabschef der Abteilung für allgemeine Logistik der Volksbefreiungsarmee, Herausgeber der Buchreihe Zhongguo bingshu jicheng („Sammlung von Werken zur chinesischen Kriegskunst“)
- Henry Lloyd (gest. 1783) aus Wales, Offizier (in verschiedenen Armeen) und Militärschriftsteller, Military Memoirs (dt. Abhandlung über die allgemeinen Grundsätze der Kriegskunst)
- Robert Lo-Looz (1728–1786), eigentlich Robert Lo de Radelet, französischer Militär und Taktiker aus dem Ludwigsorden
- Max Looff (1874–1954), deutscher Marineoffizier, zuletzt Vizeadmiral, sowie Militärschriftsteller, Kommandeur der deutschen Marinetruppen in Ostafrika
- J. C. F. Lossau (1767–1848), preußischer General, Kriegstheoretiker und Vorläufer von Clausewitz; Der Krieg. Für wahre Krieger (1815)
- Woldemar Hermann von Löwenstern (1776–1858), baltischer Offizier und Gutsbesitzer, in kaiserlich-russischen Diensten
- Louis Loyzeau de Grandmaison (1861–1915), französischer Militär und Militärtheoretiker
- Ludwig XI. (zugeschrieben), Le Rosier des guerres
- Edward Luttwak (* 1942), theoretischer Entdecker des „dynamischen Paradoxons“ der Militärstrategie
- Jay Luvaas (1927–2009), US-amerikanischer Militärhistoriker und Experte für den Amerikanischen Bürgerkrieg sowie die Geschichte der Militärtheorie.
- Hubert Lyautey (1854–1934), Marschall von Frankreich: L'Action coloniale 1900–1914 (Madagascar – Sud-Oranais – Maroc)

### M

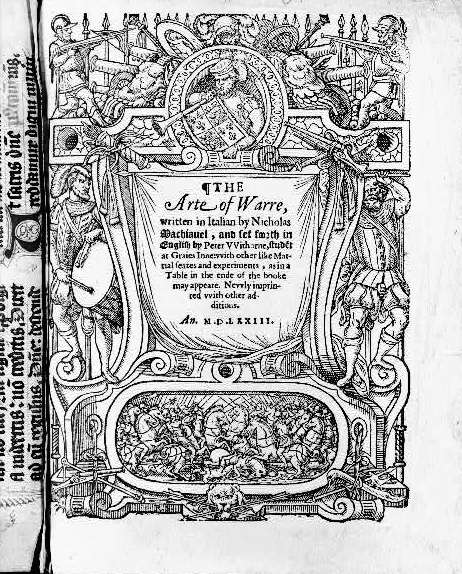
The Arte of Warre (Machiavelli): Frontispiz der englischen Ausgabe von Peter Withorne (London 1573)

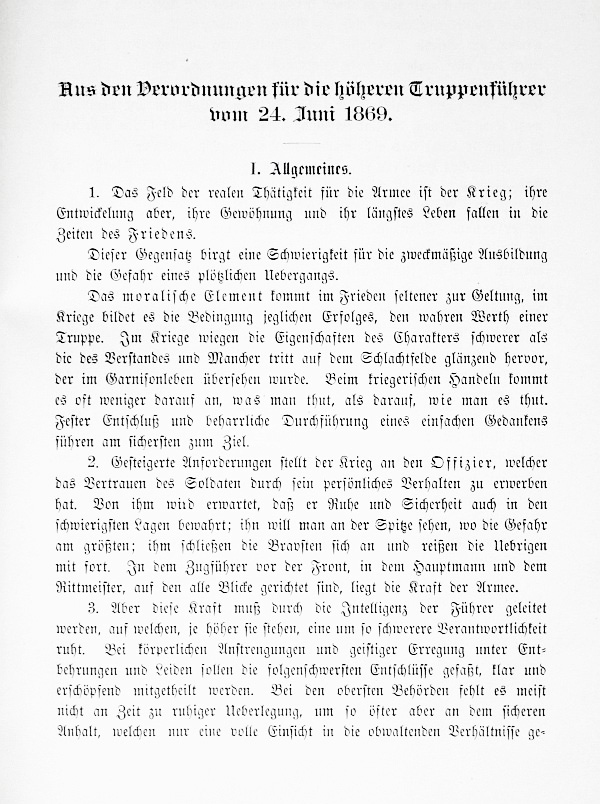
Moltke: Aus den Verordnungen für die höheren Truppenführer vom 24. Juni 1869

- Niccolò Machiavelli (1469–1527), politischer Denker, Autor von Der Fürst (Il principe) und Die Kunst des Krieges (Dell’arte della guerra)
- Alfred Thayer Mahan (1840–1914), maritime Strategie (The Influence of Sea Power upon History, dt.: Der Einfluss der Seemacht auf die Geschichte)
- Paul-Gédéon Joly de Maïzeroy (1719–1780), französischer Offizier und Militärtheoretiker
- Curt von Maltzahn (1849–1930), deutscher Vizeadmiral, Seekriegstratege und Militärhistoriker
- Mao Zedong (Mao Tsetung) (1893–1976), Führer der chinesischen Kommunisten, Guerillatheoretiker; Ausgewählte militärische Schriften. Verlag für fremdsprachige Literatur, Peking, 1969
- Carlos Marighela (1911–1969), brasilianischer Spezialist der „Stadtguerilla“, schrieb ein Handbuch der Stadtguerilla (Minimanual do Guerrilheiro Urbano)
- S. L. A. Marshall (1900–1977), US-amerikanischer Offizier, Kriegsberichterstatter und Militärhistoriker, Pork Chop Hill (über die Kämpfe während des Koreakriegs)
- Tyrone G. Martin (* 1930), amerikanischer Verfassungsexperte
- Karl Wilhelm Ritter von Martini (1821–1885), österreichischer Offizier, Journalist, Militärschriftsteller
- Christian von Massenbach (1758–1827), Militärtheoretiker
- Jason Matheny, Präsident und Geschäftsführer (CEO) der RAND Corporation
- Flavius Mauritius Tiberius (539–602), byzantinischer Kaiser, Autor des klassischen Militärhandbuchs Strategikon
- Friedrich Wilhelm von Mauvillon (1774–1851), preußischer Oberst
- Jakob Mauvillon (1743–1794), Staatsrechtler, Ökonom und Historiker
- Nikolai von Medem (1795–1870), deutschbaltisch-russischer General der Artillerie und Hochschullehrer
- Bernardino de Mendoza (1540–1604), spanischer Diplomat, Schriftsteller und Militärtheoretiker, Theorica y Practica de Guerra (Theorie und Praxis des Krieges) (1596)
- Emanuel Merta (1836–1899), österreichischer General, Militärtheoretiker
- François-Jean de Mesnil-Durand (1736–1799), französischer Taktiker
- Manus I. Midlarsky: On War: Political Violence in the International System (1975)
- William Lendrum „Billy“ Mitchell (1879–1936), US-amerikanischer General; Winged Defense (1925)
- Modestus: De vocabulis rei militaris
- Helmuth Karl Bernhard von Moltke (1800–1891), preußischer Generalfeldmarschall. Seit 1818 als Offizier in dänischen Diensten in Rendsburg, 1823 dann in preußischen Diensten, 1833 im Großen Generalstab, 1836–1839 als Militärberater in der türkischen Armee. Bedeutender Stratege und anerkannter Militärschriftsteller.
- Blaise de Monluc (Blaise de Lasseran-Massencôme, seigneur de Monluc, 1502–1577), französischer Historiker, Colonel général der Infanterie und Marschall von Frankreich: Commentaires
- Raimondo Montecuccoli (1609–1680), bedeutender Feldherr und Militärtheoretiker, der neben Prinz Eugen und Erzherzog Karl als einer der wichtigsten Feldherren Österreichs gilt, Schöpfer des ersten stehenden Heeres in Österreich; Aforismi dell'Arte Bellica
- Robin Moore (1925–2008), The Hunt for Bin Laden: Task Force Dagger
- Patrick M. Morgan: Deterrence: A Conceptual Analysis (1977)
- Moritz Graf von Sachsen (1696–1750), Marschall von Frankreich, der uneheliche Sohn Augusts des Starken und seiner Mätresse Maria Aurora Gräfin von Königsmarck stieg in französischen Diensten zum „Maréchal de Saxe“ („Marschall von Sachsen“) auf und wurde ein erfolgreicher General und bedeutender Militärtheoretiker.
- Moritz von Oranien (1567–1625)
- Oleg Borissowitsch Mosochin (* 1956), russischer Militär und Historiker, Professor an der Akademie der Militärwissenschaften, Mitarbeiter des zentralen Geheimdienstarchivs des FSB und Mitglied der Gesellschaft zur Erforschung der Geschichte der Vaterländischen Geheimdienste
- Philipp Friedrich Carl Ferdinand Freiherr von Müffling (genannt Weiß, 1775–1851), preußischer Generalfeldmarschall und Militärschriftsteller
- James C. Mulvenon (* 1970), US-amerikanischer Politologe, Experte für chinesische Cyber-, Technologietransfer-, Spionage- und Militärfragen
- Miyamoto Musashi (1584–1645), japanischer feudaler Samurai (15. Jahrhundert), Autor des Werkes Gorin no Sho (Das Buch der Fünf Ringe)

### N
- Napoleon (Militärische Maximen)
- Abdul Haris Nasution (1918–2000): Der Guerillakrieg. Grundlagen der Guerillakriegführung aus der Sicht des indonesischen Verteidigungssystems in Vergangenheit und Zukunft
- Sönke Neitzel (* 1968), deutscher Historiker mit dem Schwerpunkt Militärgeschichte
- Virgil Ney (1905–1979), US-amerikanischer Militär und Militärhistoriker: Notes on Guerrilla War: Principles and Practices (1961)
- Kwame Nkrumah (1909–1972), ghanaischer Politiker und Verfechter des Panafrikanismus; Handbook of Revolutionary Warfare: A Guide to the Armed Phase of the African Revolution (London 1968)
- Wilhelm du Nord (1836–1909), österreichischer Offizier und Militärschriftsteller
- Lon O. Nordeen: Air warfare in the missile age (Smithsonian Books, Washington, D.C. 2010)
- Nugroho Notosusanto (1930–1985), indonesischer Schriftsteller und Militärhistoriker
- Roger H. Nye (1924–1996), US-amerikanischer Soldat und Militärschriftsteller

### O
- Adam Ludwig Baron von Ochs (1759–1823), kurfürstlich hessischer Generalmajor, Militärschriftsteller: Betrachtungen über die neuere Kriegskunst über ihre Fortschritte und Veränderungen: und über die wahrscheinlichen Folgen welche für die Zukunft daraus entstehen werden (Kassel 1817)
- Nikolai Wassiljewitsch Ogarkow (russisch Николай Васильевич Огарков) (1917–1994), Marschall der Sowjetunion, von 1977 bis 1984 Chef des Generalstabes der Sowjetischen Armee; Immer bereit, das Vaterland zu verteidigen (Moskau: Militärverlag, 1982), Die Geschichte lehrt Wachsamkeit (Moskau: Militärverlag, 1985)
- Onasandros / Onasander (1. Jahrhundert), griechischer Militärschriftsteller, Strategikos
- Robert Endicott Osgood (1921–1986): The Limited War (1957)
- Albrecht Friedrich Rudolf, Erzherzog von Österreich (1817–1895), österreichischer Feldmarschall: Über die Verantwortlichkeit im Krieg
- Adolf Ott (Pseudonym: Flodatto) (1842–1918), deutscher Soldat und Schriftsteller

### P

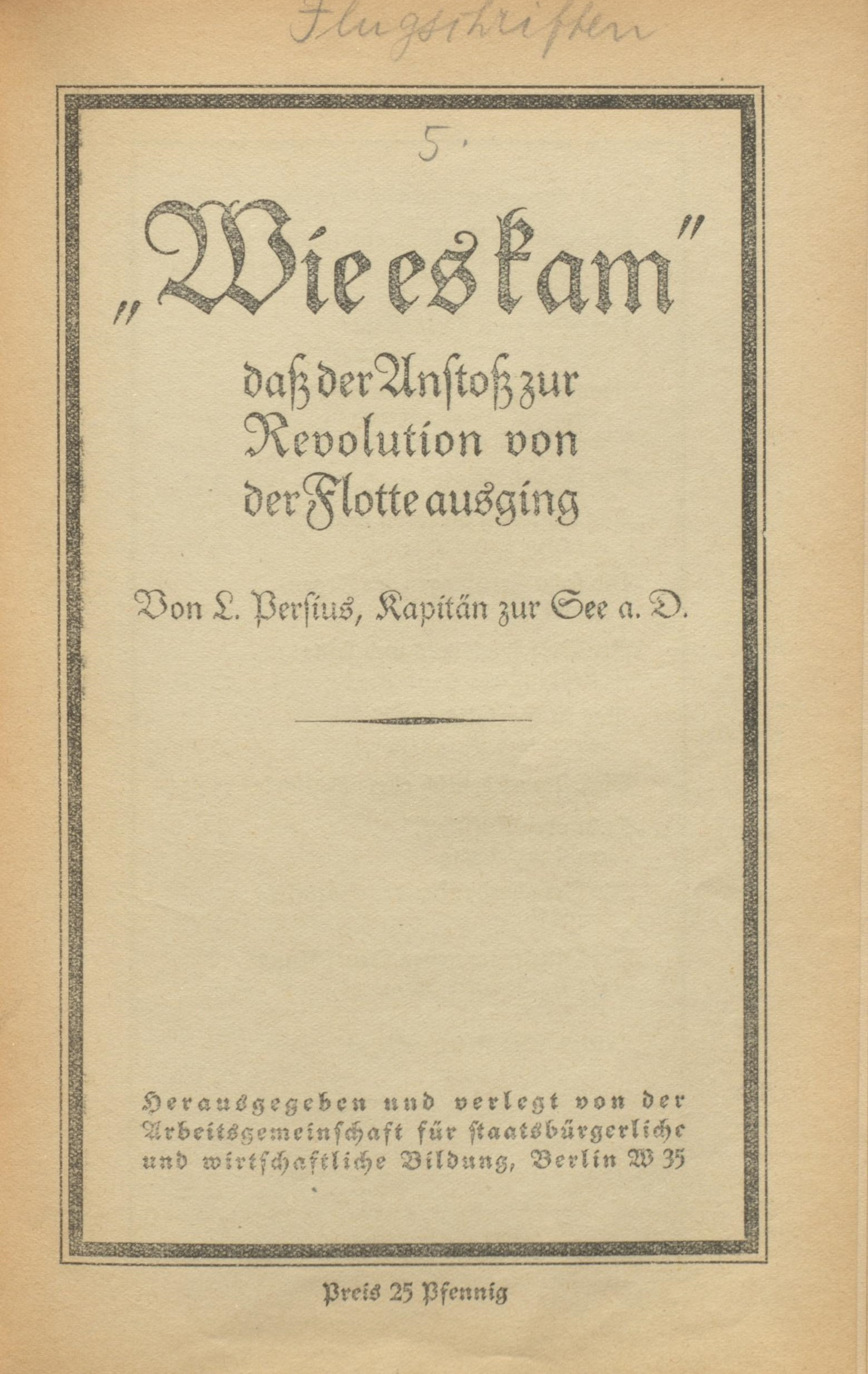
Lothar Persius: „Wie es kam“, daß der Anstoß zur Revolution von der Flotte ausging (1919)

- Juri Alexandrowitsch Pantelejew (1901–1983), sowjetischer Admiral, Mein Leben für die Flotte (1982)
- Peter Paret (1924–2020), Understanding war. Essays on Clausewitz and the history of military power
- Antoine de Pas, Marquis de Feuquières (1648–1711), französischer Heerführer: Mémoires sur la guerre
- Peng Guangqian (彭光谦; 1943–), chinesischer Militärstratege an der Akademie der Militärwissenschaften der Chinesischen Volksbefreiungsarmee
- Lothar Persius (1864–1944), deutscher Marineoffizier und Militärautor
- John Philippart (ca. 1784–1875), britischer Militärschriftsteller
- Ardant du Picq (1821–1870), französischer Oberst und Militärtheoretiker, Études sur le Combat Digitalisat (engl.)
- Johannes Pohler (1851–?), deutscher Historiker, Bibliotheca historico-militaris: systematische Uebersicht der Erscheinungen aller Sprachen auf dem Gebiete der Geschichte der Kriege und Kriegswissenschaften seit Erfindung der Buchdruckerkunst bis zum Schluss des Jahres 1880 (4 Bände)
- Polyainos (Polyaenus) (2. Jhd.): Strategemata
- Polybios (ca. 200 – ca. 118 v. Chr.), griechischer Historiker aus der Epoche des Hellenismus
- Karl Eduard Pönitz (1795–1858), sächsischer Militär und Militärschriftsteller: Militärische Briefe eines Verstorbenen an seine noch lebenden Freunde, historischen, wissenschaftlichen, kritischen und humoristischen Inhalts. Zur unterhaltenden Belehrung für Eingeweihte u. Laien im Kriegswesen. Adorf Verlagsbureau, 1841
- Adalbert von Preußen (1811–1873), deutscher Admiral und Marineberater
- Ruslan Pukhov[9] (* 1973), russischer Verteidigungsanalyst und Direktor des Zentrums für Strategie- und Technologieanalyse in Moskau, The Tanks of August[10] (Hrsg.); Brothers Armed: Military Aspects of the Crisis in Ukraine (Mitherausgeber)
- Peter Purzelbaum (eig. Karl Alexander Prusz von Zlginitzki) (1884–1957), Offizier und Militärschriftsteller
- Ferdinand von Prondzynski (1804–1871), preußischer General. Als Premier-Lieutenant verfasste er eine zweibändige Theorie des Krieges (1836–48)
- Jacques François de Chastenet de Puységur (1656–1743), Marschall von Frankreich: Art de la Guerre, par principes et par règles

### Q
- Qiao Liang 乔良 (* 1955), Verfasser von Unrestricted Warfare 超限战 (mit Wang Xiangsui)
- Charles Sevin de Quincy (1660–1728), französischer General der Artillerie, verfasste u. a. die Histoire militaire du règne de Louis le Grand (8 Bde., 1726)

### R

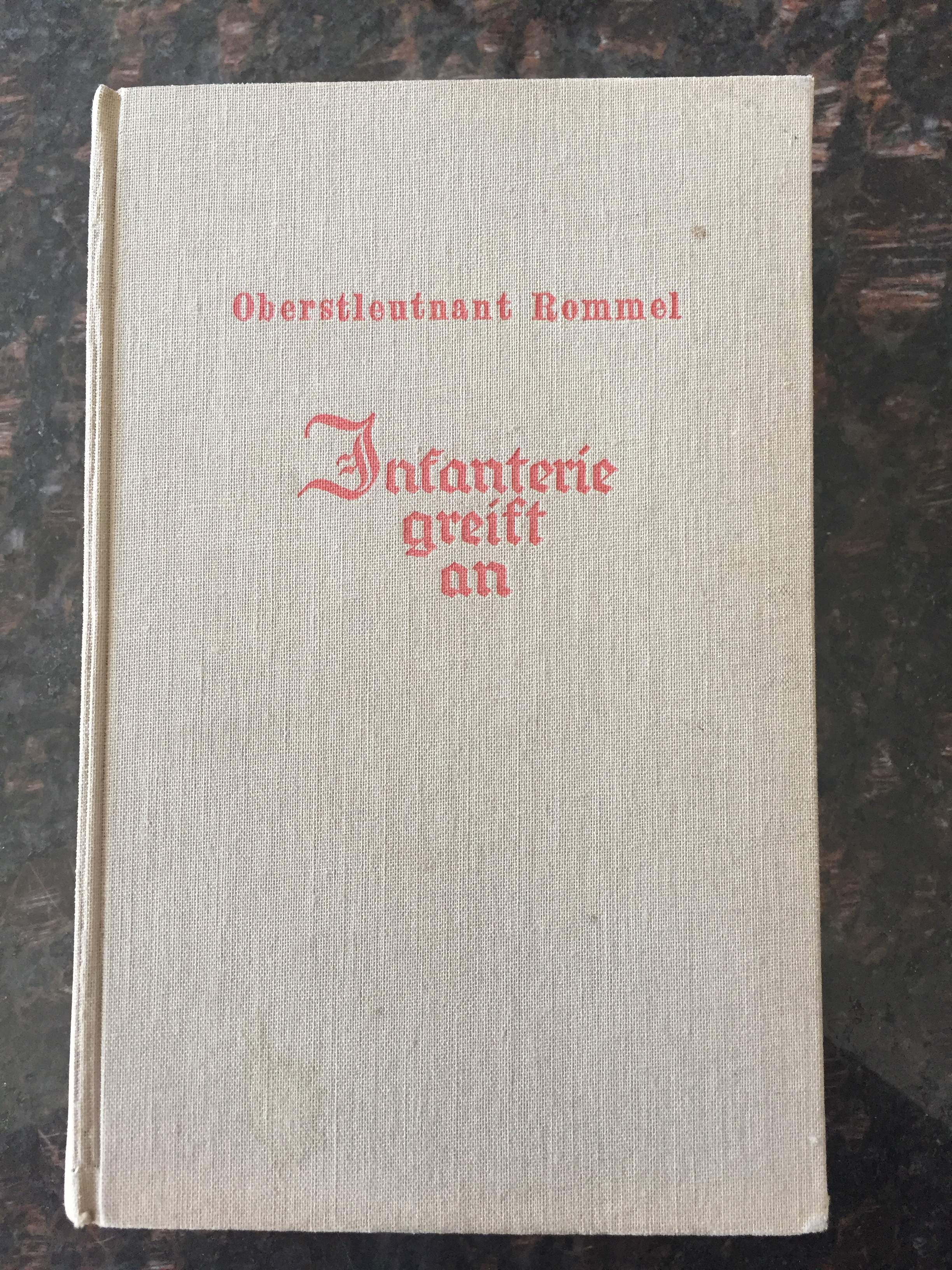
Erwin Rommel: Infanterie greift an (1937)

- Harold E. Raugh (* 1956), US-amerikanischer Militär und Militärschriftsteller
- Oskar Regele (1890–1969), österreichischer Offizier, Militärhistoriker und -schriftsteller
- Markus Reisner (* 1978), österreichischer Historiker, Offizier und Militärexperte
- Henri de Rohan (1579–1638), Hugenottenführer, Le parfait Capitaine (eine Adaption der Kriegsregeln Cäsars), De l'intérêt des princes et des États de la chrétienté
- Heinrich Rohne (1842–1937), preußischer Generalleutnant und Militärschriftsteller
- Erwin Rommel (1891–1944), deutscher Generalfeldmarschall, Infanterie greift an (1937)
- Arthur Rosenberg (1889–1943), Historiker der Politikwissenschaft, A History of Bolshevism, From Marx to the First Five Years' Plan (Geschichte des Bolschewismus von Marx bis zur Gegenwart)
- Friedrich Ruge (1894–1985), deutscher Vizeadmiral und Militärschriftsteller
- Wilhelm Rüstow (1821–1878), Militärschriftsteller und -historiker
- Cornelius Ryan (1920–1974), Der längste Tag (The Longest Day) und Die Brücke von Arnheim (A Bridge Too Far)

### S

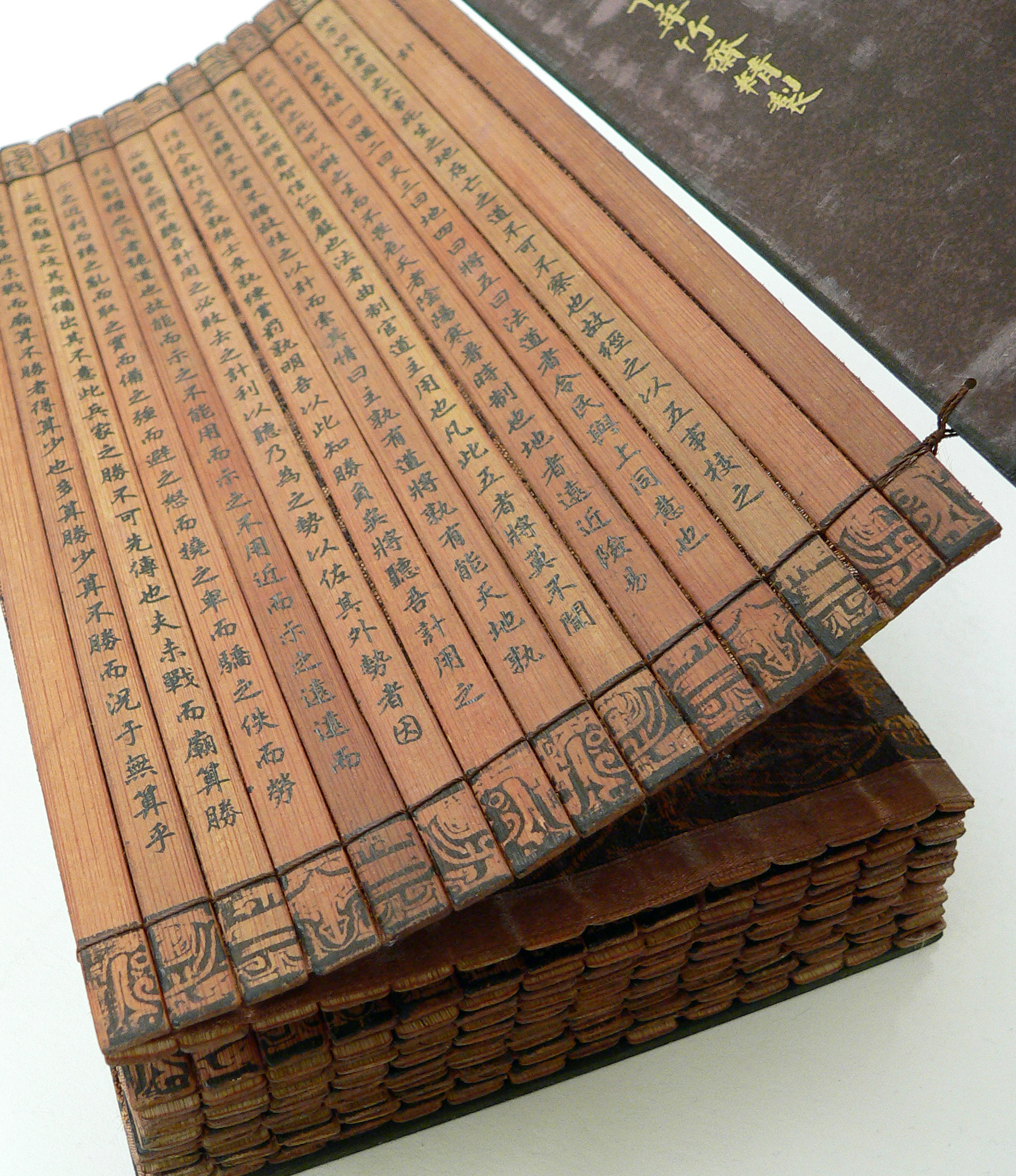
Sunzi bingfa

- Mychajlo Sabrodskyj (* 1973), russisch geschulter ukrainischer Militär und Militärschriftsteller[11]
- Walerij Saluschnyj (1973–), ukrainischer General, von 2021 bis Februar 2024 Oberkommandierender der Streitkräfte der Ukraine (Modern positional warfare and how to win in it, 2023)
- Marquis Santa Cruz des Marcenado (Álvaro de Navia Osorio y Vigil) (1684–1732), spanischer Diplomat, General und Militärschriftsteller, Militärische Reflexionen
- Ralph D. Sawyer, US-amerikanischer Experte für chinesische Militärgeschichte und Kriegsführung (The Seven Military Classics of Ancient China und Ancient Chinese Warfare).
- Emil Schalk, Summary of the art of war; written expressly for and dedicated to the U. S. volunteer army (Philadelphia 1862)
- Boris Michailowitsch Schaposchnikow (1882–1945), Marschall der Sowjetunion: Das Hirn der Armee (1927 und 1929)
- Gerhard David von Scharnhorst (1755–1813), Feldherr und Militärschriftsteller
- Wilhelm zu Schaumburg-Lippe (1724–1777), Graf, Klassiker der Abschreckungstheorie und Lehrer Scharnhorsts
- Justus Scheibert (1831–1903), Ingenieuroffizier
- Sigismund von Schlichting (1829–1909), Infanterietheoretiker des 19. Jahrhunderts
- Alfred Graf von Schlieffen (1833–1913), Entwickler des nach ihm benannten Schlieffen-Plans
- Helmut Schmidt (1918–2015), deutscher Politiker, Verteidigungsminister und Bundeskanzler, Verfasser zahlreicher strategischer Schriften
- Hugo Schmidt von Boneti (1866–1918), Generalmajor und Militärschriftsteller
- Paul von Schmidt (1837–1905), preußischer Generalmajor und Militärschriftsteller
- Louis Schneider (1805–1878), Schauspieler, Publizist, Militärschriftsteller; Soldatenfreund, ein Lesebüchlein für den preußischen Infanteristen; Aus meinem Leben (3 Bde., Berlin: Mittler 1879/1880)
- Karl Ritter von Schönhals (1788–1857), österreichischer Feldzeugmeister, Militärschriftsteller
- Wilhelm von Schramm (1898–1983), deutscher Offizier, Journalist und Militärschriftsteller, 1917 mit dem Ritterkreuz des Militär-Max-Joseph-Ordens beliehen
- Lazarus von Schwendi (1522–1583), Diplomat, Feldhauptmann und General in Diensten der Habsburger, der Militärschriftsteller war „Kaiser Rudolphi II. Feldtmarschall“ gegen die Türken
- Bernhard Schwertfeger (1868–1953), Oberst, Militärschriftsteller
- Mychajlo Schyrochow (* 1974), ukrainischer Historiker und Journalist
- Ludwig von Seddeler (1791–1852), österreichisch-russischer Generalleutnant, Hochschullehrer und Militärhistoriker (Abriss der Geschichte der Kriegskunst; Hrsg. des fünfzehnbändigen russischen Enzyklopädischen Militärlexikons; 1837–1850)
- Philippe-Paul de Ségur (1780–1873), französischer Offizier und Militärschriftsteller, Histoire de Napoléon et de la grande armée pendant 1812 (Paris 1824, 2 Bde.)
- Alexander De Seversky (1894–1974): Entscheidung durch Luftmacht
- Maxim Shepovalenko, stellvertretender Direktor des Zentrums für Strategie- und Technologieanalyse in Moskau, The Syrian Frontier (Hrsg.)
- Richard Simpkin (1921–1986), Militärtheoretiker
- Peter W. Singer (* 1974), US-amerikanischer Politikwissenschaftler und Militärhistoriker: Wired For War: The Robotics Revolution and Conflict in the 21st Century
- Pushpinder Singh Chopra (1943–2021), indischer Militärhistoriker, schrieb zur Geschichte der militärischen Luftfahrt
- Pawel Stepanowitsch Smirnow (1888–1959), sowjetischer Generalmajor: Durchbrechen befestigter Verteidigungslinien Прорыв укрепленной полосы[12] (Moskau 1941)
- Friedrich von Smitt (1787–1865), russischer Historiker deutscher Herkunft, Militärhistoriker
- Andrei Jewgenjewitsch Snesarew (General, Militärspezialist, 1865–1937), russisch-sowjetischer Militärtheoretiker
- Wassili Danilowitsch Sokolowski (russisch Василий Данилович Соколовский) (1897–1968), Marschall der Sowjetunion; Militärstrategie (Red., 1965)
- Siegfried Sorge (1898–1989), deutscher Konteradmiral und Militärschriftsteller
- Rolf Steinhaus (1916–2004), deutscher Vizeadmiral und Militärschriftsteller
- Hew Strachan (* 1949), Militärhistoriker
- Sun Wu / Sun Tzu (um 544 – um 496 v. Chr.), altchinesischer General und Autor der Kunst des Krieges
- Alexander Suworow (1730–1800), russischer Generalissimus und Autor von Die Kunst des Siegens
- Alexander Andrejewitsch Swetschin (russisch Александр Андреевич Свечин) (1878–1938), russischer Offizier; Strategy (Russischer Originaltitel Strategija), Minneapolis, Minn. (East View Publications) 1992 (Übersetzung aus der 2. Aufl. der russischen Originalfassung, Moskau 1927)
- Syed Ameer Ali (1849–1928): A Short History of the Saracens (1899)

### T
- at-Tabarī (839–923), persischer Historiker (Ta’rīch)
- Carl Tanera (1849–1904), Reise- und Militärschriftsteller
- Stefan Terzibaschitsch (1926–2008), deutsch-serbischer Marinefachautor
- Charles W. Thayer (1910–1969): Guerillas und Partisanen. Wesen und Methodik der irregulären Kriegsführung (1964)
- Maximilian Friedrich von Thielen (1781–1856), Offizier und Militärschriftsteller
- Thukydides (vor 454 v. Chr. – zwischen 399 v. Chr. und 396 v. Chr.), Autor der Geschichte des peloponnesischen Krieges
- Alfred von Tirpitz (1849–1930), deutscher Großadmiral und Seestratege
- Eduard Iwanowitsch von Totleben (1818–1884), deutsch-baltischer General der russischen Armee: Verteidigung von Sewastopol. 2 Bände in 3, St. Petersburg, 1863–78; deutsch von Lehmann Digitalisat Band 1 (1865), 2 (1872)
- Toynbee, Arnold J. (1889–1975): War and Civilization; A Study of History (1957)
- Hans Karl Heinrich von Trautzschen (1730–1812), Dichter und Militärschriftsteller: Militärische und litterarische Briefe des Herrn von T**. Leipzig bey Friedrich Gotthold Jacobäern (1769; eine Briefsammlung aus der Zeit des Siebenjährigen Krieges)
- Wladimir Kiriakowitsch Triandafillow (russisch Владимир Кириакович Триандафиллов) (1894–1931), sowjetischer Militärtheoretiker; Ausmaß der Operationen moderner Armeen (Moskau 1926), Charakter der Operationen moderner Armeen (Moskau-Leningrad 1929)
- Roger Trinquier (1908–1986), französischer Fallschirmjäger-Offizier und Theoretiker der „französischen Doktrin“ (La guerre moderne. Paris 1961; engl. Übers.: Modern warfare. A French view of counter-insurgency. London 1964).
- Philippe-Charles-Jean-Baptiste Tronson du Coudray (1738–1777), französischer Militär und Militärschriftsteller: Mémoire sur la meilleure méthode d'extraire et de raffiner le salpêtre (Uppsala et Paris: Ruault, 1774)
- Yamamoto Tsunetomo (1659–1719), Autor des Werkes Hagakure
- Michail Nikolajewitsch Tuchatschewski (1893–1937), Marschall der Sowjetunion, Militärtheoretiker (Der bewaffnete Aufstand[13] u. a.)
- Henri de La Tour d’Auvergne, vicomte de Turenne (1611–1675), französischer Heerführer und Marschall von Frankreich
- Lancelot Turpin de Crissé (1716–1793), französischer Militär: Essai sur l’art de la guerre (Paris 1754)
- Nick Turse (* 1975), US-amerikanischer Journalist und Historiker (Das Schlachtfeld von morgen: Afrika im Fadenkreuz der USA und seiner Verbündeten)

### U
- Mesut Uyar (* 1969), türkischer Politologe und Historiker, A Military History of the Ottomans: From Osman to Atatürk (mit Edward J. Erickson)

### V
- Robertus Valturius (Roberto Valturio) (1405–1475), italienischer Autor von De re militari (Über die Kriegskunst), 1460
- Bernardo de Vargas Machuca (1557–1622), spanischer Militärtheoretiker, Milicia y descripción de las Indias (1599)
- Sébastien Le Prestre de Vauban (1633–1707), französischer General, Festungsbaumeister Ludwigs XIV. und Marschall von Frankreich
- Vaultier (18. Jhd.), Artillerie-Commissär: Observations sur l'art de faire la guerre, suivant les maximes des plus grands généraux [14]
- Vegetius, siehe unter Flavius Vegetius Renatus
- Julius von Verdy du Vernois (1832–1910), preußischer General der Infanterie sowie Kriegsminister und Militärtheoretiker
- David Vine (* 1974), US-amerikanischer Anthropologe und Autor zu Themen der US-Militärpräsenz im Ausland und der neuen Seerosenblätter-Strategie[15]
- Võ Nguyên Giáp (1911–2013), vietnamesischer General, der die Taktik und Strategie des vietnamesischen Krieges gegen die USA entworfen hat. Seine Taktik war ausschlaggebend für Điện Biên Phủ
- Eduard Freiherr von Völderndorff und Waradein (1783–1847), bairischer Generalmajor, Militärschriftsteller, Observations sur l'ouvrage de Mr. le Comte Ph. de Ségur, intitulé: Histoire de Napoléon et de la Grande – Armée pendant l'année 1812 (1826)

### W
- Gerhard Wagner (1898–1987), deutscher Admiral und Militärtheoretiker
- Johann Jacobi (Tautphoeus) von Wallhausen (1580–1627), der erste deutsche Militärschriftsteller
- Timothy A. Walton, US-amerikanischer Politologe, Three Warfares (sanzhong zhanfa 三种战法)
- Wang Xiangsui 王湘穗 (* 1954), Unrestricted Warfare 超限战 (mit Qiao Liang)
- Nikolai Jefimowitsch Warfolomejew (russisch Николай Ефимович Варфоломеев) (1890–1939), sowjetischer Militärkommandant und -theoretiker
- Edward Wegener (1904–1981), deutscher und NATO-Admiral, Militärtheoretiker
- Wolfgang Wegener (1875–1956), deutscher Vizeadmiral und seestrategischer Denker
- Wei Liao 尉缭, altchinesischer Militärtheoretiker aus der Zeit der Streitenden Reiche (Buch von Meister Wei Liao / Wei Liaozi)
- Dieter Wellershoff (1933–2005), deutscher Admiral, Generalinspekteur der Bundeswehr, Gründungspräsident der Bundesakademie für Sicherheitspolitik
- Reinhold von Werner (1825–1909), deutscher Vizeadmiral und Militärschriftsteller
- Johannes Wieland (1791–1832), Schweizer Offizier und Militärschriftsteller, Gebirgskrieg
- Wilhelm von Tyrus (12. Jhd.), Chronica
- Ulrich Wille (1848–1925), Schweizer General während des Ersten Weltkriegs, seit 1867 Offizier in der Artillerie der Schweizer Armee, leitete mit grossem Erfolg die Mobilmachung 1914, seit 1907 auch Professor an der Eidgenössischen Technischen Hochschule in Zürich, Militärtheoretiker
- Karl Wilhelm von Willisen (1790–1879), preußischer General und Militärschriftsteller, Theorie des großen Krieges angewendet auf den russisch-polnischen Feldzug von 1831
- Iwan Winarow (1896–1969), Kämpfer an der stillen Front. Erinnerungen eines Kundschafters
- Quincy Wright (1890–1970): A Study of War (1965)
- Joseph Caldwell Wylie (1911–1993), Marineoffizier; Military Strategy: A General Theory of Power Control (1967)

### X
- Xenophon (zwischen 430 und 425 – nach 355 v. Chr.), griechischer Schriftsteller, in seinem Werk Anabasis zeichnete er den Marsch der griechischen Armee durch Kleinasien auf
- Rudolf von Xylander (1872–1946), bayerischer General und Militärhistoriker

### Y
- Yagyū Munenori (1571–1646), japanischer Schwertmeister und Autor (Heihō Kadensho 兵法家伝書)
- Mohammad Yousaf (1937–), pakistanischer Militär und Militärhistoriker, The Bear Trap (mit Mark Atkin)

### Z
- Friedrich Wilhelm von Zanthier (1741–1781), Offizier, Militärtheoretiker, Verfasser von Versuch über die Märsche der Armeen, die Läger, Schlachten und den Operations-Plan (Dresden 1778) und Feldzüge des Vicomte Türenne (Leipzig 1779)
- Zhuge Liang (181–234), Stratege der Zeit der Drei Reiche, Gesammelte Schriften (unter dem Titel Zhuge Liang ji 诸葛亮集)
- Nikolaus Zrinski (1620–1664), Ban von Kroatien, kaiserlicher Feldherr und Dichter, Verfasser militärwissenschaftlicher Schriften
- Sherifa Zuhur (* 1953), US-amerikanische Akademikerin und Sicherheitsforscherin zum Nahen Osten und der islamischen Welt
- Beat Fidel Zurlauben (1720–1799), General der Schweizergarde, Verfasser der Histoire militaire des Suisses au Service de la France